# فرشة (إيران)
فرشة هي قرية في مقاطعة كاشمر، إيران. يقدر عدد سكانها بـ 634 نسمة بحسب إحصاء 2016.